# مؤتمر برمودا

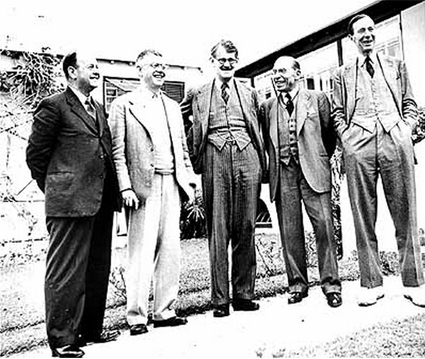
مؤتمر برمودا

مؤتمر برمودا كان مؤتمرا دوليا بين المملكة المتحدة والولايات المتحدة عقد في الفترة من 19 أبريل 1943 حتى 30 أبريل 1943، في هاميلتون، برمودا. كان موضوع المناقشة مسألة اللاجئين اليهود الذين تم تحريرهم من قبل قوات الحلفاء وأولئك الذين لا يزالون في أوروبا النازية المحتلة. كان الاتفاق الوحيد الذي تم التوصل إليه هو أنه يجب كسب الحرب ضد النازيين. لم يتم رفع حصص الهجرة الأمريكية ولم يتم رفع الحظر البريطاني على اللاجئين اليهود الذين يلتمسون اللجوء في الانتداب البريطاني لفلسطين.
ترأس وفد الولايات المتحدة الدكتور هارولد دبليو دودز. وكان الوفد البريطاني برئاسة ريتشارد لو، وزير صغير في وزارة الخارجية.

## رد فعل
ذكر مقال في صحيفة نيويورك تايمز بتاريخ 30 أبريل 1943، «الأمل المتفائل ينهي جلسات برمودا»  أن المندوبين رفضوا التوصيات التي لا يمكن تحقيقها في ظل ظروف الحرب والتي من المرجح أن تؤخر المجهود الحربي.
بعد أسبوع، عرضت اللجنة الصهيونية الأمريكية للجيش اليهودي إعلانًا في صحيفة نيويورك تايمز يدين الجهود في برمودا باعتبارها سخرية من الوعود السابقة للشعب اليهودي والمعاناة اليهودية تحت الاحتلال الألماني النازي.
قام السيناتور هاري إس ترومان بسحب عضويته من اللجنة بسبب ما اعتبر إهانة لأعضاء مجلس الشيوخ الأمريكي الذين شاركوا في المؤتمر.
انتحر Szmul Zygielbojm، عضو الهيئة الاستشارية اليهودية للحكومة البولندية في المنفى، احتجاجًا على نتائج المؤتمر.